# Kentrosaurus
 Kentrosaurus  ist eine Gattung von Vogelbeckensauriern aus der Gruppe der Stegosauria. Die Gattung war durch ihre spitzen Rückenstacheln charakterisiert und lebte im Oberjura (spätes Kimmeridgium) im heutigen Afrika.

## Merkmale
Mit einer geschätzten Länge von 5 Metern war Kentrosaurus ein eher kleiner Stegosaurier. Wie alle Vertreter dieser Gruppe war er durch die Doppelreihe von knöchernen Strukturen (Osteodermen) charakterisiert, die sich entlang des Rückens und des Schwanzes erstreckten. Am Nacken und an der vorderen Hälfte des Rückens trug er sechs Paare Knochenplatten, die relativ klein und zugespitzt waren. Daran schlossen sich am hinteren Teil des Rückens und am Schwanz acht Paare großer, spitzer Stacheln an. Das hinterste Stachelpaar war nahezu waagrecht angebracht. Darüber hinaus wies Kentrosaurus zwei weitere, lange Stacheln auf. Lange Zeit vermutete man, dass diese am Becken angebracht waren, Vergleiche mit anderen Stegosauriern lassen jedoch eine Position an der Schulter wahrscheinlicher werden. Die Platten und Stacheln dürften entweder der Zurschaustellung beim Balzverhalten oder der Feindabwehr (oder beiden Aufgaben gemeinsam) gedient haben.
Die Vorderbeine waren wie bei den meisten Stegosauriern kurz und kräftig, die Hinterbeine lang und säulenartig. Im Gegensatz zum nah verwandten Stegosaurus fehlten Kentrosaurus die langen Wirbelfortsätze.
Es gibt keine vollständigen Schädelfunde; dennoch dürfte Kentrosaurus wie die meisten anderen Stegosaurier eine flache, langgestreckte Schnauze besessen haben. Die Zähne waren klein und annähernd dreieckig geformt, sie lassen wie bei allen Stegosauriern auf eine pflanzliche Ernährungsweise schließen.

## Entdeckung und Namensgebung

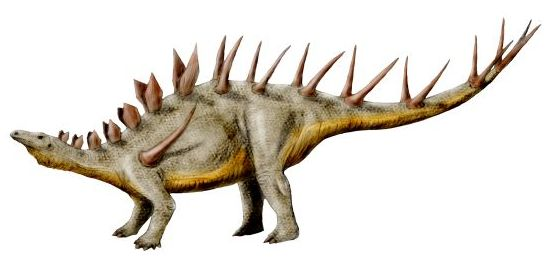
Lebendrekonstruktion von Kentrosaurus

Kentrosaurus wurde in Tendaguru in Tansania (damals Deutsch-Ostafrika) von der Grabungsexpedition (1909–1913) unter Werner Janensch gefunden und 1915 von Edwin Hennig vorläufig beschrieben. Eine detaillierte Beschreibung seitens Hennig erfolgte 1925. Der Name leitet sich vom altgriechischen kentron/κέντρον „spitz“ und sauros/σαῦρος „Echse“ ab. Die einzige Art und somit Typusart ist Kentrosaurus aethiopicus.
Von diesem Dinosaurier wurden hunderte Knochen, die meisten allerdings isoliert, gefunden. Die meisten Teile des postkranialen Skeletts sind bekannt, der Schädel jedoch nur teilweise. Ein relativ vollständiges montiertes Skelett, das auf dem Lectotypus basiert, steht im Berliner Museum für Naturkunde. Es wurde in seiner ursprünglichen Montage ausführlich von Janensch (1925) beschrieben.
Im Zuge der Renovierung und Neugestaltung des Sauriersaals von 2005 bis 2007 wurden die Knochen restauriert und das Skelett in einer modernen Forschungsergebnissen angepassten Haltung neu montiert. Ein weiteres montiertes Skelett, allerdings mit vielen Ergänzungen aus Gips, ist im Museum des Instituts für Geowissenschaften der Eberhard Karls Universität Tübingen zu sehen.